# دریکانگ کاگیو
دریکانگ کاگیو (انگلیسی: Drikung Kagyu) یکی از هشت دودمان «کوچک» مکتب کاگیو بودیسم تبتی است (⎘ بودیسم تبتی). در اینجا «ماژور» به آن دودمان کاگیو اشاره دارد که توسط شاگردان بلافصل گامپوپا (۱۰۷۹–۱۱۵۳) تأسیس شده بودند، در حالی که «کوچک» به تمام دودمان‌هایی اشاره دارد که توسط شاگردان اصلی گامپوپا، فاگمو دروپا (۱۱۱۰–۱۱۱۰) تأسیس شده بودند. یکی از این شاگردان، جیگتن سامگون (۱۱۴۳–۱۲۱۷)، بنیانگذار دریکانگ است.